# Hermann Schlagintweit

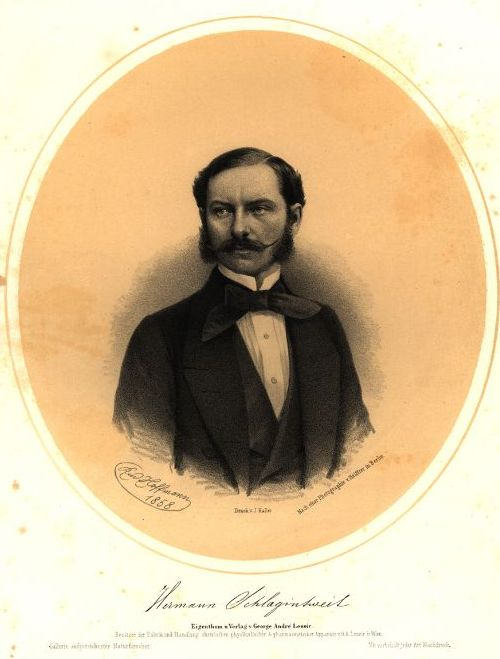
Hermann Schlagintweit, 1858

Hermann Schlagintweit (München, 13 mei 1826 – aldaar, 19 januari 1882) was een Duitse natuurvorser, bergbeklimmer en ontdekkingsreiziger in onder andere Centraal-Azië.

## Biografie
Hermann Schlagintweit, vanaf 1859 von Schlagintweit en vanaf 1866 zelfs Freiherr von Schlagintweit, was een zoon van de oogarts Joseph Schlagintweit (1791-1854). Schlagintweit groeide op als oudste van vijf broers. Reeds op jonge leeftijd verloor Hermann zijn moeder, die in 1839 overleed in het kraambed van haar zesde kind. Zijn vader was een welvarend oogchirurg. Zijn twee jongere broers waren Adolf, Eduard, Robert en Emil.
Hoewel Hermann aanvankelijk begon aan de studie medicijnen zoals zijn vader wenste, stopte hij hier al gauw mee ten bate van zijn interesse in de geografie. Tussen 1846 en 1848 deed hij natuurwetenschappelijk onderzoek in de Alpen. Zo verscheen in 1847 zijn eerste publicatie, Gletscher des Ötzthales over gletsjers in het Ötztal. Zijn broer Adolf ondersteunde hem zo veel mogelijk in het onderzoek, zover diens schoolverplichtingen dat toelieten. In de zomer van 1848 beklommen de broers op warme dagen, te warm voor het onderzoek naar de Pasterzegletjser, onder andere de Großglockner. Later volgden ook de Similaun en de Wildspitze. Hermann staat geregistreerd als eerste bedwinger van de Hintere, Mittlere en Vordere Guslarspitze. Hierna ging Hermann met Adolph naar Engeland en Schotland, om in 1851 terug te keren naar de Alpen. Op 23 augustus 1851 lukte het hen maar net niet om als eerste bergbeklimmers op de top van de hoogste top van de Monte Rosa, de 4634 meter hoge Dufourspitze, te staan.
Aan de Universiteit van Berlijn leerde hij over de vakken meteorologie en fysische geografie. Samen met Adolf schreef hij het werk Neue Untersuchungen über die physikalische Geographie und die Geologie der Alpen (Leipzig, 1854). In dit werk schreef de jongere broer Robert ook voor het eerst over de geologie van het Kaisergebergte.
Alexander von Humboldt verzocht de broers Schlagintweit in opdracht van koning Frederik Willem IV en de Britse Oost-Indische Compagnie een wetenschappelijke reis naar India te maken. Samen reisden ze naar Bombay (het huidige Mumbai) en daar scheidden hun wegen in twee aparte routes naar Madras (nu Chennai). Waar Adolf en Robert naar het noordwesten trokken om de bergwereld te onderzoeken (vanaf 1855), trok Hermann opnieuw het hooggebergte in om daar onderzoek te doen. Deels gezamenlijk, deels alleen bezochten ze Kasjmir en Ladakh. Hermann en Robert trokken over de Karakoram en de Kunlun tot in het Chinese Turkestan. De wetenschappelijke ontdekking van de Karakoram en de Kunlun leverden de meeste wetenschappelijke informatie op gedurende deze reis.
Na de terugkeer in Rawalpindi in Punjab gingen de broers opnieuw een eigen weg. Hermann reisde door Hindoestan in Noord-India en Bengalen naar Nepal. In april 1857 verliet hij India via Calcutta, om zijn broer in Egypte weer op te zoeken. Op 7 juni 1857 keerden ze uiteindelijk terug in Triëst.
Ze kwamen thuis met 46 banden met observeringsmanuscripten, 38 banden met meteorologische data, 752 tekeningen en aquarellen en meer dan 14.000 verzamelde objecten.
Samen met zijn broer Robert werd Schlagintweit op 28 augustus 1859 (in Berchtesgaden) en op 24 november 1859 (in München) in de Beierse erfelijke adelstand verheven. Op 12 december 1859 werd hij in het koninkrijk Beieren bij de adelklasse gevoegd. Als eerste Europeaan die de bergketen Kunlun in Tibet overtrok kreeg hij de naam von Schlagintweit-Sakünlünski toebedeeld. In 1866 kreeg hij de titel van Freiherr toebedeeld.
Hij stierf in 1882 in zijn geboortestad München.

## Werken
- Gletscher des Ötzthales, 1847.
- Untersuchungen über die physikalische Geographie der Alpen, 1850.
- Neue Untersuchungen über die physikalische Geographie und Geologie der Alpen, 1854.
- Results of a scientific mission to India and high Asia : undertaken between the years MDCCCLIV. and MDCCCLVIII., by order of the court of directors of the Honorable East India Company / by Hermann, Adolphe, and Robert de Schlagintweit : with an atlas of panoramas, views and maps, Leipzig : F.A. Brockhaus ; London : Trübner & Co., 1861-66.
- Neue daten über den todestag von Adolph v. Schlagintweit, nebst bemerkungen über mussălmán’sche zeitrechnung, München, Akademische buchdr. von F. Straub, 1869.
- Reisen in Indien und Hochasien. Eine darstellung der landschaft, der cultur und sitten der bewohner, in verbindung mit klimatischen und geologischen verhältnissen. Basirt auf die resultate der wissenschaftlichen mission von Hermann, Adolph und Robert von Schlagintweit, ausgeführt in den jahren 1854-1858, Jena, H. Costenoble, 1869-80.
- Bericht über die ethnographischen gegenstände unserer sammlungen und über die raumanweisung in der K. Burg zu Nürnberg ..., München, Buchdruckerei von F. Straub, 1878.